# Церемонія

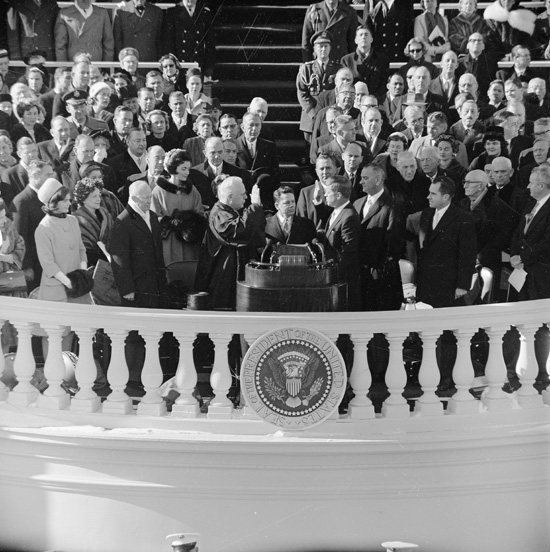
Інавгурація Джона Кеннеді. 20 січня 1961.

Церем́онія (лат. caeremonia, ceremonia, cerimonia; англ. ceremony) — обряд, урочиста процедура ритуального значення, що відбувається за особливою нагодою. Слово може мати етруське походження.

## Тлумачення
Слово «церемонія», що вживається по відношенню до події, саме по собі має на увазі її урочистість. Однак, оскільки слово «церемонія» має й інші значення, для підкреслення однозначності слова, часто вживається словосполучення «урочиста церемонія», що деякою мірою є тавтологією.

## Урочисті випадки
Церемонія може відзначати деякі важливі випадки людського життя, такі як:
- народження (день народження)
- сім святих таїнств: (хрещення,миропомазання, євхаристія (літургія), сповідь, вінчання, єлеопомазання, хіротонія)
- посвячення (напр. вступ до навчального закладу а також обряди ініціації: хрещення, обрізання та ін.)
- повноліття (соціальна зрілість, напр: бар-міцва та бат-міцва)
- завершення навчання (напр. випускний вечір)
- весілля
- призначення на посаду (присяга, інавгурація)
- нагородження
- вихід на пенсію
- поховання

## Процедура
Церемонії можуть мати фізичне відображення та театралізовані вистави: шоу-програму, танці, ходи, покладання рук, вручення символів. Декоративна словесна заява може пояснювати або підсумовувати подію, наприклад:
- Оголошую вас чоловіком і дружиною
- Клянуся служити й захищати народ …
- Я оголошую відкриття [ігор, заходу, закладу …
- Я/Ми присвячуємо цей … … до …
- … В ім'я Отця, Сина і Святого Духа … Амінь!

Як фізичні так і словесні компоненти обряду можуть бути частиною літургії.